# Cantonul Villefranche-sur-Mer
Cantonul Villefranche-sur-Mer este un canton din arondismentul Nice, departamentul Alpes-Maritimes, regiunea Provence-Alpes-Côte d'Azur, Franța.

## Comune
- Beaulieu-sur-Mer
- Cap-d'Ail
- Èze
- Saint-Jean-Cap-Ferrat
- La Turbie
- Villefranche-sur-Mer (reședință)